# Montfort (Nederland)
Montfort (Limburgs: Mofert) is een kleine stad in Midden-Limburg (Nederland), ten oosten van de Maas en ten zuiden van Roermond. Het aantal inwoners is 3.110 (2023). Het is een van de zes kernen van de gemeente Roerdalen. Het forensenplaatsje is vooral bekend door de ruïne van Kasteel Montfort, dat in het midden van de 13e eeuw werd gebouwd, met steen die via de Maas uit het noorden van Frankrijk werd aangevoerd.

## Geschiedenis
In 1263 kreeg Montfort stadsrechten. Het kasteel van het ambt Montfort was het zuidelijkste bolwerk van het hertogdom Gelre. Het is nooit veroverd omdat het eerst als onneembaar beschouwd werd. Na de opkomst van zware kanonnen verloor het aan betekenis. Delen van het kasteel zijn nog bewoond geweest tot in de twintigste eeuw, maar vervielen daarna snel.
Vanaf de 14e eeuw was kasteel Montfort het administratieve centrum van het ambt Montfort, een van de acht ambten van het Gelders Overkwartier of Opper-Gelre. In 1713 kwam het, samen met enkele andere gemeenten, als Staats-Opper-Gelre bij de Verenigde Provinciën.
In de 17e eeuw lag er een Watermolen tussen Montfort en St. Joost op de Vlootbeek.
Montfort is vrijwel geheel platgebombardeerd in de Tweede Wereldoorlog door de Royal Canadian Air Force (RCAF) 2nd Tactical Air Force - No. 83 Group - 143 Wing. Bij het grootste bombardement op 20 januari 1945, vielen 186 doden.
Op 17 juli 1983 werd in Montfort het Zuid-Limburgs Federatiefeest (ZLF) georganiseerd door schutterij Sint-Urbanus. Door noodweer stortte de feesttent in en kwamen twee personen om het leven. De ramp werd herdacht in 2015 toen het ZLF wederom in Montfort plaatsvond.
Tot 1991 was Montfort een zelfstandige gemeente. Op 1 januari van dat jaar werd het als gevolg van gemeentelijke herindeling een van de drie kernen van de gemeente Ambt Montfort (toen nog Posterholt geheten) die in 2007 opging in de gemeente Roerdalen.

## Kerk
Waarschijnlijk werd rond 1344 in Montfort een kerk gebouwd. In de 19e eeuw stond er een klein zaalkerkje met toren. Volgens pastoor M. Verkuilen was de kerk te klein en te vervallen. In de periode van 1853-1858 werd er een nieuwe kerk gebouwd naar ontwerp van Carl Weber.
Tijdens de oorlog raakte de kerk licht beschadigd. Na de oorlog werd de schade hersteld. Er werden ook uitbreidingsplannen gemaakt. Maar het bisdom vond dat uitbreiding van de kerk niet meer als een goede oplossing werd gezien. Nieuwbouw was het antwoord.
In 1955 werd architect Joseph Franssen benoemd en kreeg de opdracht een nieuwe kerk te ontwerpen. Pas in 1963 werd met de bouw begonnen. In 1964 was de kerk voltooid, maar werd pas in 1965 geconsacreerd.

## Bezienswaardigheden
- De ruïnes van Kasteel Montfort. Dit kasteel werd gebouwd rond het jaar 1260 door Hendrik III van Gelre. Het was eeuwenlang het bestuurlijke centrum van het Ambt Montfort.
- De pastorie van 1787 is een Rijksmonument. Ze heeft elementen in Lodewijk XVI-stijl.
- Het massagraf en monument op de parochiale begraafplaats. Hier liggen de meeste slachtoffers van de bombardementen op Montfort aan het einde van de Tweede Wereldoorlog begraven.
- Het historische centrum van Montfort. De meeste gebouwen in dit deel van het dorp stammen uit de late jaren `50, omdat de meeste gebouwen in de Tweede Wereldoorlog zijn verwoest.
- Boerderij Voorhof, van 1754. Aan Huysdijk 10.
- Kruiskapel
- Mariakapel
- Sint-Antoniuskapel

Zie ook
- Lijst van rijksmonumenten in Montfort
- Lijst van gemeentelijke monumenten in Montfort

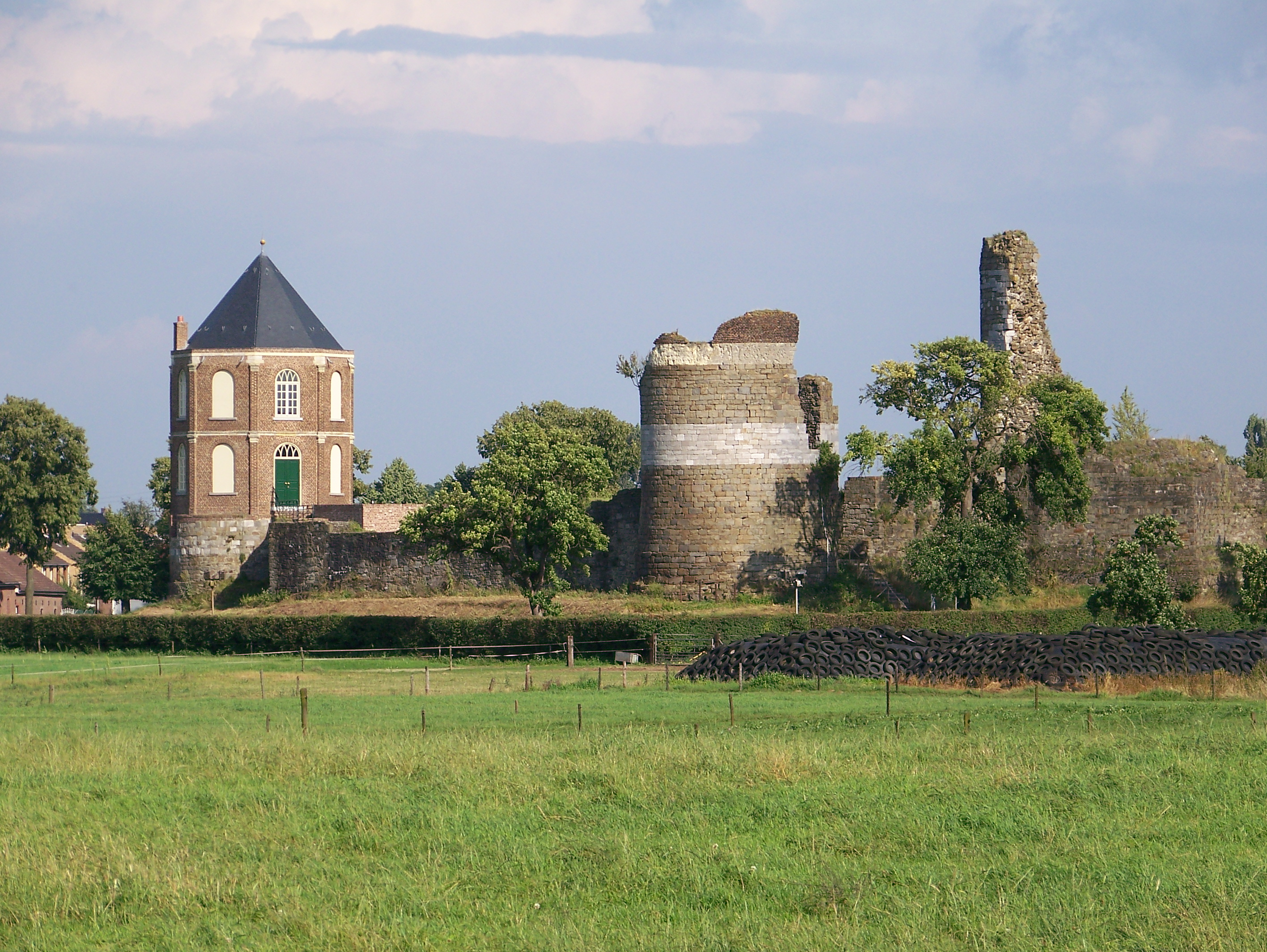
De ruïnes van Kasteel Montfort
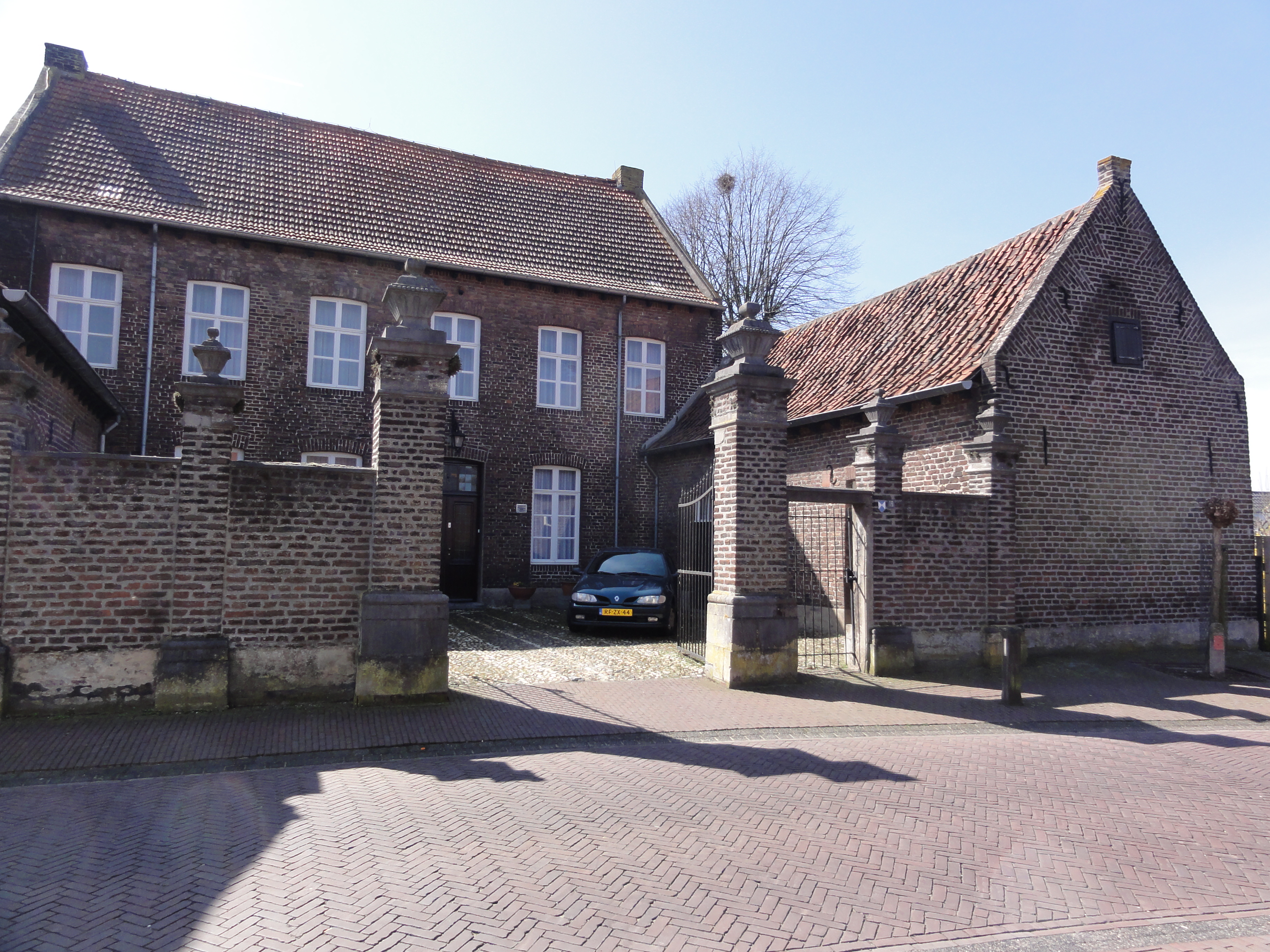
De pastorie van Montfort
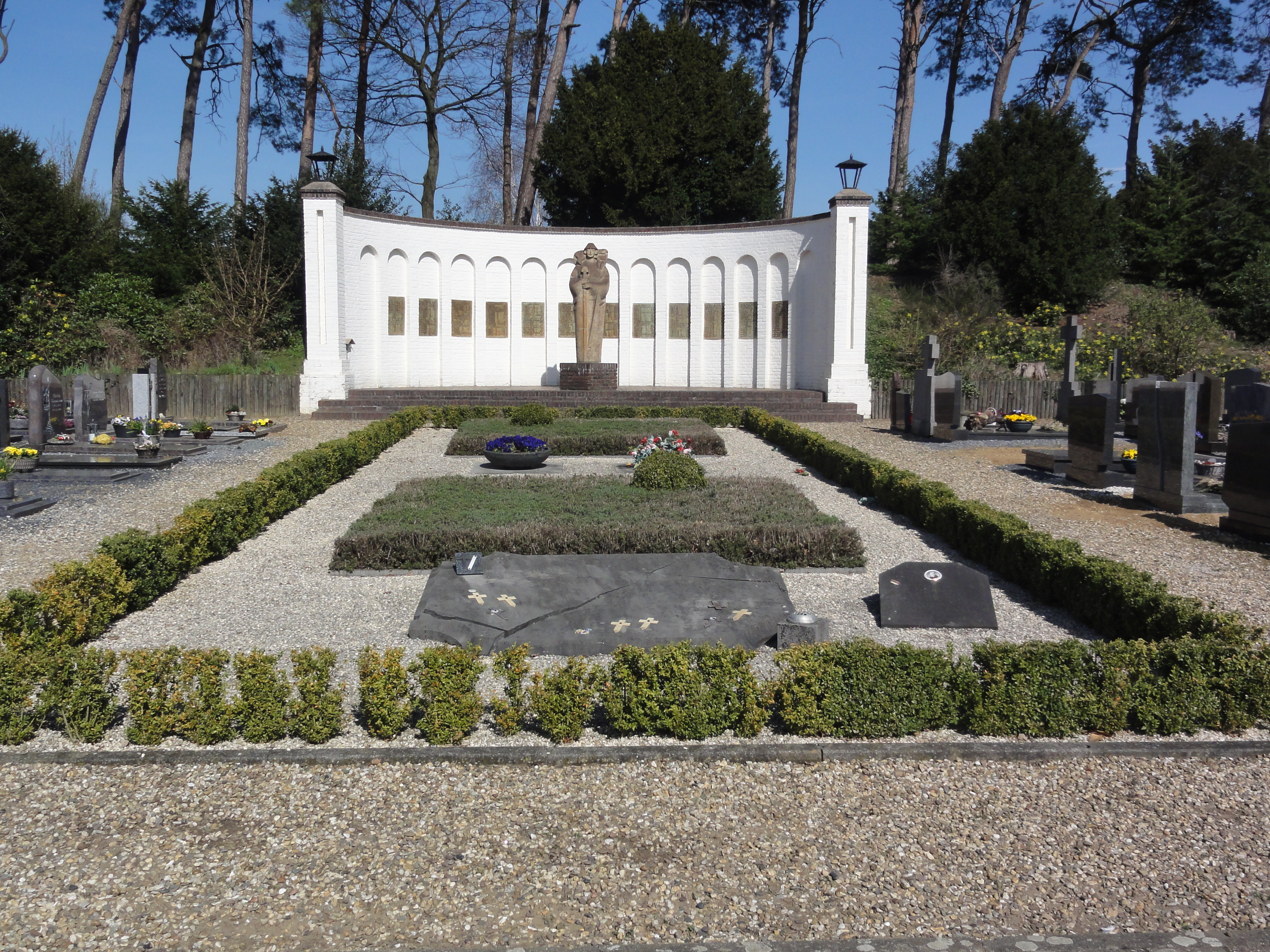
Grafmonument in Montfort
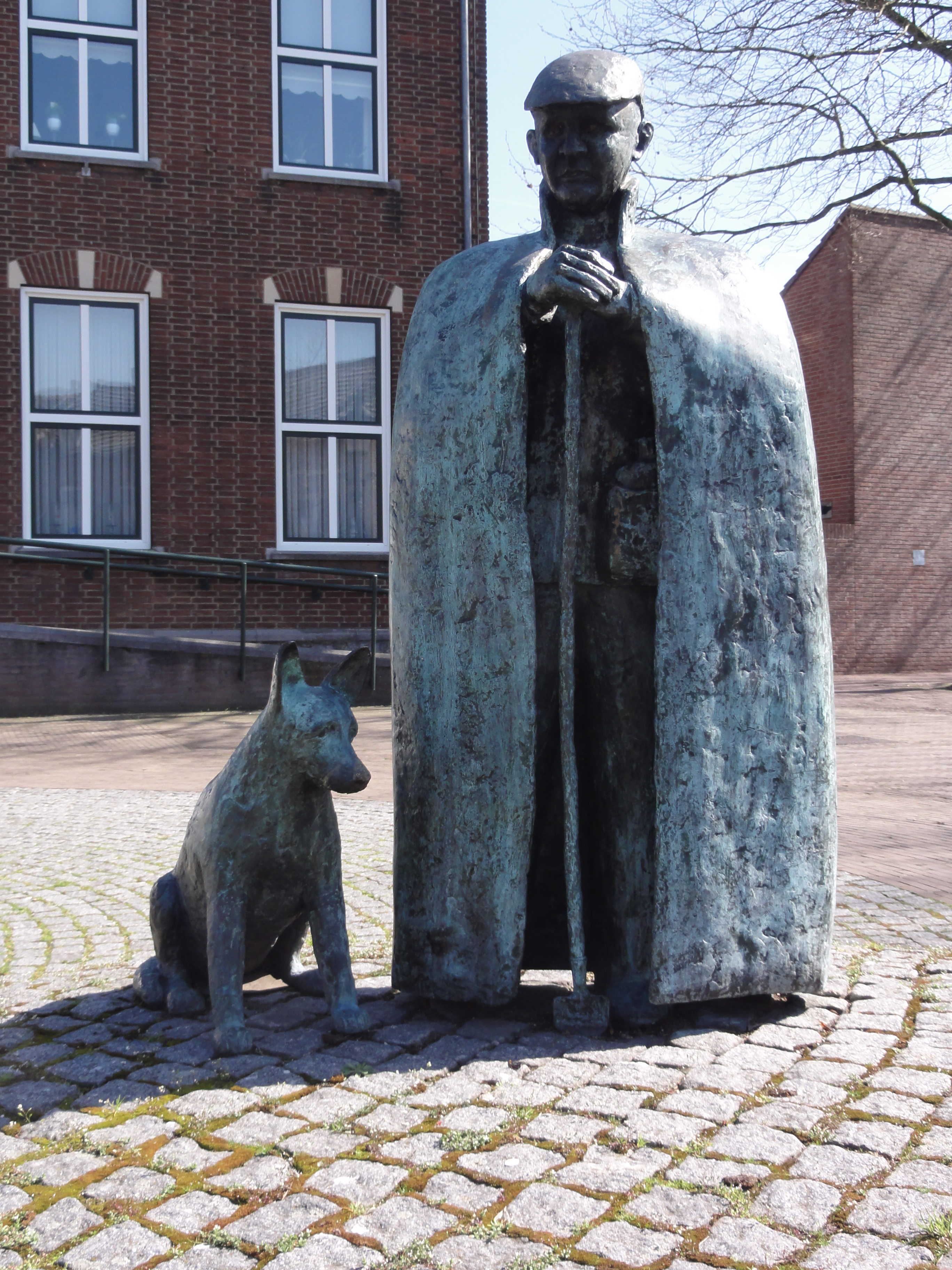
"Sjieëper", door Henk Sillen

## Natuur en landschap
Montfort ligt op het middenterras van de Maas, op een hoogte van ruim 26 meter, in de vallei van de Vlootbeek. Op de hogere zandruggen werden bossen aangeplant die nu natuurgebied zijn, zoals landgoed Rozendaal in het westen, Het Sweeltje en Munningsbos in het oosten, en Marissen in het zuiden. Moerasachtige gebieden als Reigersbroek, Grootbroek, Het Broek en Echterbroek werden ontwaterd en ontgonnen ten behoeve van de landbouw.

## Geboren in Montfort
- Jos Verstappen (1972), autocoureur

## Trivia
De Nederlandse koning voert de adellijke titel Heer van Montfort. Zie Titels van de Nederlandse koninklijke familie.

## Nabijgelegen kernen
Sint Joost, Maria Hoop, Posterholt, Linne, Brachterbeek, Maasbracht, Melick, Sint Odiliënberg